# Llista de poetes de l'antiga Grècia
A continuació es presenta una llista dels poetes grecs més destacats de l'antiguitat clàssica.
| Índex A B C D E F G H I J K L M N O P Q R S T U V W X Y Z |

## A
| - Adrià (poeta) - Agatílios d'Arcàdia - Agesianax - Agis d'Argos - Alceu (poeta còmic) - Alceu de Messene - Alceu de Mitilene - Alcímenes (Atenes) - Alcímenes de Mègara - Alcman - Alexandre Etoli - Alexandre d'Atenes - Alexis de Turis - Alexàmenos de Teos - Alfeu Mitileneu - Amípsies - Amfis - Amiton d'Eleutheres - Ammònios (poeta peripatètic) - Ammònios (poeta) - Anacreont - Anaxàndrides (poeta) - Andrònic (poeta) - Antees de Lindos | - Antàgores de Rodes - Antídot d'Atenes - Antífanes (poeta epigramàtic) - Antífanes d'Atenes - Antífanes Caristi - Antífanes de Cios - Antífon de Siracusa - Antífon d'Atenes (poeta) - Antímac d'Heliòpolis - Antímac de Claros - Antímac de Teos - Antímeros - Antípater de Sidó - Antípatre de Tessalònica - Antoni d'Argos - Ànite de Tegea - Anànios - Anàxiles - Anàxippos - Apel·les d'Ascaló - Apol·linar (poeta) - Apol·lodor d'Esmirna - Apol·lodor de Carist | - Apol·lodor de Gela - Apol·lòfanes d'Atenes - Apol·loni de Rodes - Apol·lònides (poeta) - Aqueu d'Erètria - Arabi Escolàstic - Araros - Arat de Solos - Arctí de Milet - Marc Argentari - Arífron de Sició - Aristarc de Tègea - Arístees de Proconnès - Aristòdic - Aristòfon (poeta) - Aristòloc - Aristòmaca d'Eritrea - Aristòmenes (poeta) - Aristònim (poeta) - Aristoxen de Selinunt - Aríon de Lesbos - Arquelau de Quersonès - Arquèstrat de Gela | - Arquimel - Arquites d'Amfissa - Arquèbul de Tebes - Arquèdic - Arquíloc de Paros - Artemó (poeta) - Arístees de Proconnès - Arísties - Asclepíades (poeta líric) - Asclepíades (poeta) - Asi de Samos - Aspasi de Biblos - Astidamant el Jove - Astidamant el Vell - Àtal (sofista) - Ateneu (poeta) - Atenió (poeta) - Àugies - Aule Licini Àrquies - Autocràtes - Automedon - Axiònic |

## B
| - Babri - Baquílides - Bató d'Atenes | - Baucis de Tenos - Besantí (o Bisantí) - Bianor de Bitínia | - Bió (poeta tràgic) - Bió d'Esmirna - Boeo de Delfos | - Botris de Messana - Butes |

## C
| - Cal·licter - Cal·lí d'Efes - Càl·lies (poeta) - Càl·lies d'Argos - Cal·lip (poeta) - Cal·líades (poeta) - Cal·lícrates (poeta) - Cal·licter - Cal·límac (poeta) - Càntar d'Atenes - Capitó d'Alexandria - Caraxos - Carcí d'Atenes - Carcí de Naupacte | - Carcí el jove - Carilau de Locris - Caritó d'Afrodísies - Carixena - Carpíl·lides - Ceceídes d'Hermione - Cefisòdor (poeta) - Cèrcides (poeta) - Cèrcops (òrfic) - Cèrcops de Milet - Cereali - Cídies (poeta) - Cil·leni - Cinèsies | - Cinet de Quios - Cinetó de Lacedemònia - Claudià (poeta) - Clearc d'Atenes - Cleobulina de Lindos - Cleofó d'Atenes - Cleòbul de Lindos - Cleòmac (poeta) - Cleòmac de Magnèsia - Cleòmenes de Rhegion - Cleó de Curium - Clitàgora - Còlut - Corinna | - Corinnos - Crinàgores - Cristòdor - Corisc - Cosmes Monjo - Crates d'Atenes (poeta) - Cratí d'Atenes - Cratí d'Atenes el jove - Creòfil - Cristòdor - Critó d'Atenes (poeta) - Cróbilos - Ctesifon (poeta) - Ctèsies d'Efes |

## D
| - Dafnis (poeta) - Damaget (poeta) - Damostrat - Damoxè - Damòfil (filòsof) - Damòfila - Damó (poeta) - Dardà (poeta) - Datis (poeta) - Deinarc de Delos - Demetri (poeta iàmbic) - Demetri (poeta èpic) | - Demetri d'Atenes - Demetri d'Erètria (poeta) - Demetri de Bitínia - Demetri de Tars - Demostrat (poeta) - Demòdoc de Leros - Demòfil (poeta) - Demònic - Dexip (poeta) - Dexícrates - Diceògenes - Dinoloc | - Díocles de Fliünt - Diodor de Sinope - Dionisi de Sinope - Dionisiades de Tars - Dionís Iàmbic - Dionís Periegetes - Dionís de Calcis (poeta) - Dionís de Corint (poeta) - Dionísodot - Dioscòrides (poeta) | - Dioxip - Diàgores de Melos - Diòfanes Mirineu - Diògenes Enomau - Diòtim (poeta) - Diòtim (poetes) - Doreu (poeta) - Doroteu de Sidó - Dosiades - Dromó (poeta) - Dífil (poeta) - Dífil de Sinope |

## E
| - Eàntides - Ecfàntides - Èfip d'Atenes - Elefantis - Epicarm - Epicrates d'Ambràcia - Epimènides de Creta - Epígenes d'Atenes - Epígenes de Sició - Epílic (poeta) - Epílic d'Atenes - Epínic | - Equembrot - Eratòstenes Escolàstic - Erici de Cízic - Erici de Tessàlia - Erifanis - Erife - Erinna (segle IV aC) - Erinna (segle VI aC) - Escrió de Mitilene - Escrió de Samos - Èsquil d'Alexandria - Etrusc (poeta) | - Eubule de Cèttia - Eudoxe (poeta) - Eufant - Euforió de Calcis - Euforió del Quersonès - Eufró d'Atenes - Eugamó - Eugenes - Eumel de Corint - Èunic (poeta) - Eupiti - Èupolis | - Eurípides (nebot) - Eurípides d'Atenes - Euticles - Eutolmi (poeta) - Euxènides d'Atenes - Evantes (poeta) - Even (poetes) - Even de Paros el Jove - Even de Paros el Vell - Evetes - Evode (poeta) |

## G
| - Gaurades - Gereu | - Glauc d'Atenes - Glauc de Nicòpolis | - Glauc de Règion - Glicó (poeta) | - Gnesip - Gorgo de Lesbos |

## H
| - Hàgies - Hèdil - Hèdila - Hegemó (poeta epigramàtic) - Hegemó (poeta èpic) - Hegemó de Tassos - Hegesianax (poeta) - Hegèloc (actor) | - Hegèsies de Salamina - Hegèsip (poeta) - Hegèsip d'Atenes - Heliodor (poeta segle I) - Heliodor (poeta) - Heliodor d'Atenes - Hemiteó - Henioc | - Hermesianax de Colofó (poeta) - Hèrmies de Cúria - Hermip d'Atenes - Hermocreó (poeta) - Hermòdor (poeta) - Heràclides de Sinope - Heràclit (poeta) - Heràclit d'Halicarnàs | - Heròdic de Babilònia - Hesíode - Hibrees de Creta - Hieroteu (poeta) - Hiparc (poeta) - Hiponax d'Efes - Homer de Bizanci |

## I
| - Iofon - Ireneu Referendari - Isidor d'Eges - Ió d'Efes - Ió de Quios |

## J
- Jerònim (poeta tràgic)
- Jerònim (poeta)
- Juli Diocles

## K
- Nikos Karuzos

## L
| - Lacides - Lamprocles d'Atenes - Las (poeta) - Laó - Leonteu | - Leotròfides - Lesques - Leucó (poeta) - Leònides d'Alexandria - Leònides de Tàrent | - Licimni de Quios - Licofró de Calcis - Linceu de Samos - Lisis (poeta) | - Lisiàdes (poeta) - Lisímac de Beòcia - Lucil·li (poeta) - Lísip d'Arcàdia |

## M
| - Macó - Magnes (poeta) - Marc Argentari - Marcel Sidetes - Marià (poeta) - Megalostrata - Melanippides | - Melanti - Meleagre (poeta) - Meles d'Atenes - Melinno - Melànop de Cime - Mèlet - Menandre d'Atenes - Menelau d'Eges | - Menècrates (poeta) - Menècrates d'Esmirna - Mesomedes - Metagenes - Metròdor (poeta) - Mil (poeta) - Mimnerm - Mirtil (poeta) | - Mirtis (poetessa) - Mnasalcas - Mnesímac - Mòric - Mòrsim - Mosc (poeta) - Mosquió (poeta) - Museu (poeta) |

## N
| - Naumaqui - Nausícrates - Neoptòlem d'Atenes - Nèstor de Laranda - Nicandre de Claros | - Nicarc (poeta) - Nicenet - Nicerat (poeta) - Nicofró - Nicomedes d'Esmirna | - Nicòbul - Nicòcares - Nicòdem d'Heraclea - Nicòmac (poeta còmic) - Nicòmac (poeta) | - Nicòmac d'Alexandria - Nicòstrat (poeta) - Nicòstrat d'Atenes (poeta) - Nicó (poeta) - Nossis |

## O
- Oenomau (poeta)
- Ofelió (poeta)
- Onestes
- Onomacrit
- Orebanci de Trezen

## P
| - Palefat d'Atenes - Pal·lades - Pamfos - Pancrates (poeta epigramàtic) - Pancrates d'Alexandria - Pancrates d'Arcàdia - Paniasis d'Halicarnàs (poeta) - Panteleu - Parmenió (poeta) | - Parmenó - Parteni de Focea - Patrici Cristòfor - Patrocles de Turis - Perses (poeta) - Pigres d'Halicarnàs - Pinit - Pisandre de Camiros - Pisandre de Laranda | - Pitac - Pitàngel - Pitó de Catana - Polide - Polimnest d'Esparta - Polistrat (poeta) - Polizel d'Atenes - Pol·lià - Políoc | - Posídip (epigramàtic) - Posídip d'Atenes - Pratines - Praxidames - Praxil·la - Ptolemeu de Citera - Pàmfil (poeta) - Píndar |

## Q
| - Queremó (poeta) - Queril (esclau) - Queril d'Atenes | - Queril de Iasos - Queril de Samos | - Quili - Quiló de Lacedemònia | - Quint Esmirneu - Quiònides |

## R
- Rintó

## S
| - Safo de Lesbos - Sami de Macedònia - Sannirió - Sàtir (poeta) - Segon de Tàrent - Seleuc (poeta) - Semònides d'Amorgós - Serapió d'Atenes - Siagre | - Sim de Magnèsia - Símil (poeta) - Símmies de Rodes - Simònides d'Amorgos - Simònides de Carist - Simònides de Ceos - Simònides de Ceos el Jove - Simònides de Magnèsia | - Simó Treni - Sòcrates (poeta) - Sòfil - Sòfocles (poeta) - Sòfocles el Jove - Soló - Sosicles (poeta) - Sosícrates (poeta) | - Sosífanes - Sosip - Sosipatre (poeta) - Sositeu - Sotades d'Atenes - Sotades de Maronea - Sotèric - Susarió |

## T
| - Antoni Tal·los - Teetet (poeta) - Tèlesis - Telestes de Selinunt - Tel·lis - Telèclides - Telesil·la - Teocles (poeta) - Teodectes de Faselis | - Teodor Poeta Epigràmatic - Teodor de Colofó - Teognet - Teognis d'Atenes - Teognis de Mègara - Teolit - Teopomp d'Atenes - Teopomp de Colofó | - Tespis - Teòcrit de Siracusa - Teòfil d'Atenes - Timesiteu - Timnes - Timocles (poeta còmic) - Timocles (poeta tràgic) - Timocreont | - Timoteu d'Atenes - Timoteu de Milet - Timòstrat - Timó de Fliunt - Tolí - Trifó (poeta) - Tugènides - Tul·li Gemin |

## X
- Xant (poeta)
- Xenarc (poeta)
- Xenocles d'Atenes el Jove
- Xenocles d'Atenes el Vell
- Xenòcrit de Locres Epizefiris
- Xenòcrit de Rodes
- Xenòdam
- Xenòfanes de Colofó

## Z
- Zenotemis